# 약동초등학교
약동초등학교(躍動初等學校)는 대한민국 경상북도 칠곡군에 있는 초등학교이다.

## 학교 연혁
- 1935.05.17 복성공립보통학교 부설 기산간이학교 개교 (평복리)
- 1943.04.15 약목동부국민학교 설립 인가
- 1943.05.06 약목동부국민학교로 개편
- 1967.06.29 약동국민학교로 교명 변경
- 1981.03.01 약동국민학교 병설유치원 개원(1학급)
- 1996.03.01 약동초등학교로 교명 개칭
- 1999.09.01 기산초등학교 폐교에 따른 통합
- 2009.08.24 강당 및 급식소 준공 검사
- 2010.03.01 자율학교 지정 운영
- 2013.09.01 제27대 이태석 교장 부임
- 2014.02.18 제66회 졸업식 졸업생 60명(총5,432명)
- 2014.03.01 2014학년도 도지정 연구학교 지정(2년)

## 참고 자료
- 약동초등학교 - 한국교육학술정보원 학교알리미